# Idioma emiliano-romañol
El emiliano-romañol (también erróneamente llamado simplemente emiliano) es una lengua del grupo galoitálico de las lenguas romances. Se habla en Italia nororiental, en la Emilia-Romaña, en el sur de Lombardía, norte de Toscana (Lunigiana y Romaña Toscana) y en el norte de Marcas. También se usa en San Marino.
El emiliano-romañol está dividido en dos variantes principales y sus dialectos: el emiliano y el romañol.
El número de hablantes se estima en 4 400 000 aproximadamente (dato de 2006). En San Marino el 83 % de la población (27 800 habitantes) hablan el sanmarinés (dato de 2006), que es un dialecto del emiliano-romañol. El emiliano-romañol está reconocido como lengua minoritaria de Europa desde 1981 (Informe 4745 del Consejo de Europa). También la UNESCO lo incluyó en su Libro rojo de las lenguas amenazadas, entre los idiomas dignos de protección. La autoridad de registro de la norma ISO 639-3 le ha asignado el código «EML».
En Italia, tradicionalmente, se le ha denominado «dialetto» (dialecto), terminología que puede resultar confusa fuera de Italia, ya que el emiliano-romañol no es una variante dialectal del italiano, sino una evolución paralela del latín y —al igual que todas las demás variedades lingüísticas neolatinas presentes en Italia— es conocida como dialecto por el hecho de carecer de una forma estándar y constituir, por esta misma razón, un continuo dialectal. Las variedades de emiliano-romañol presentan algunos rasgos morfológicos, sintácticos y léxicos diferenciados del italiano, y de hecho comparten un cierto número de isoglosas con las continuidades galorromances y occitanorromances que no son compartidas por las lenguas italorromances (como el napolitano, el siciliano o el mismo italiano).

## Variedades
Los dialectos del emiliano-romañol se dividen en dos componentes principales, cada uno de los cuales incluye distintos subdialectos.
En emiliano los subdialectos son:
- Emiliano occidental
  - Vogherese-Pavese
- Emiliano central
- Emiliano oriental
  - Mantuano
- Lunigiano
- Boloñés

Y en romañol existen:
- Romañol del norte
- Romañol del sur
  - Sanmarinés
  - Galopiceno

## Léxico comparado
La siguiente tabla compara algunos cambios fonéticos, como la caída de vocales finales y palatalizaciones diversas en emiliano-romañol y otras variedades galoitálicas:
| LATÍN       | LATÍN    | NŎCTE(M) | LĂCTE(M)    | FĂCTU(M)     | CĂNE(M) | HŎMINE(M) | LUPU(M) |
| ----------- | -------- | -------- | ----------- | ------------ | ------- | --------- | ------- |
| Galoitálico | Lombardo | nɔʧ      | laʧ         | faʧ          | ca      | ɔm        | luf     |
| Galoitálico | Ligur    | nøtte    | lɛte/ lajte | fɛtu / fajtu | can     | ommu      | luu     |
| Galoitálico | Emiliano | nɔt      | lat         | fat          | can     | ɔmen      | lʌuv    |
| Galoitálico | Véneto   | note     | late        | fato         | can     | ɔmo       | lovo    |
| Italiano    | Italiano | nɔtte    | latte       | fatto        | cane    | uomo      | lupo    |

### Comparación léxica
Los numerales en diferentes variedades galoitálicas son:
| GLOSA | Ligur       | Piemontés  | Lombardo   | Emiliano (boloñés) |
| ----- | ----------- | ---------- | ---------- | ------------------ |
| '1'   | yŋ / yna    | jyŋ / jyna | vyŋ / vɶna | oŋ / ona           |
| '2'   | dui / duːe  | dui / duɛ  | dyː / dɔ   | duː / dʌu          |
| '3'   | trei / trɛː | trei / trɛ | triː / trɛ | triː / trai        |
| '4'   | kwatru      | kwɒtr      | kwater     | kwaːter            |
| '5'   | siŋkwe      | ʦiŋk       | ʦiŋk       | θeŋk(w)            |
| '6'   | seːi        | seːʒ       | seːs       | siː                |
| '7'   | sɛte        | sɛt        | sɛt        | sɛːt               |
| '8'   | øtu         | øːt        | vɔt        | ɔːt                |
| '9'   | nøːve       | nøv        | nɶf        | noːv               |
| '10'  | deːʒe       | deːʒ       | deːs       | diːz               |
Los numerales ‘1’, ‘2’ y ‘3’ distinguen entre formas de masculino y femenino.